# 태안해양경찰서
태안해양경찰서(泰安海洋警備安全署, Taean Coast Guard)는 해상경비, 해양안전 관리, 해상치안질서 유지, 해양오염 방지 등의 업무를 수행하기 위하여 설립된 대한민국 해양경찰청 중부지방해양경찰청 소속의 특별지방행정기관으로 태안해양경찰서장은 총경(4급 상당)으로 보한다. 충청남도 태안군 태안읍 동백로92-13(장산리 286-4)에 위치하고 있다.

## 조직
| - 경무기획과 - 경무기획계 - 청문감사계 - 경리계 - 경비구난과 - 경비구난계 - 상황실 - 122구조대 | - 해상안전과 - 안전관리계 - 교통레저계 - 수상레저계 - 장비관리과 - 정비계 - 보급계 - 정보통신계 | - 수사과 - 수사계 - 형사계 - 정보과 - 정보계 - 보안계 - 외사계 | - 해양오염방제과 - 방제계 - 예방지도계 |

## 소속기관
- 신진파출소
- 모항파출소
- 안면파출소
- 학암포파출소

## 보유 함정
1506
1507
313
319
P-13
P-28
P-75
P-99
P-107
P-111
P-130
방제9호정